# The Well (The Walking Dead)
"The Well" là tập thứ hai trong Phần 7 của series phim truyền hình The Walking Dead. Tập phim được phát sóng trên kênh AMC của Mỹ vào ngày 30 tháng 10 năm 2016. Khi phát sóng tại Mỹ, tập phim đã được 12,46 triệu người xem trong đó có 6,1 triệu người từ 18-49 tuổi.

## Nội dung tập
Tập phim bắt đầu bằng cảnh Morgan đang cùng Daniel và Colton, hai người mà ông nhận được sự giúp đỡ trước đó, đưa Carol về nơi họ sống. Do vừa bị thương nặng nên Carol được đặt lên một chiếc xe cút kít trong tình trạng mê man và được ngựa kéo đi. Trên đường, Morgan lại thỉnh thoảng tới một thân cây để khắc dấu ghi nhớ đường trở về. Bất ngờ, một bầy xác sống xuất hiện và tấn công họ. Con ngựa đang kéo Carol hoảng loạn bỏ chạy và làm xe cút kít bị đổ, khiến cô bị ngã xuống đất. Trong lúc ba người kia đang bận chiến đấu với đám xác sống. Carol loạng choạng đứng dậy và lén bỏ đi.
Tới được một nghĩa trang nhỏ, Carol nhìn vào trong căn nhà bỏ hoang của người trông coi nghĩa trang thì thấy một người phụ nữ già đang vẫy mình vào. Ngay sau đó, cô nhận ra rằng mình chỉ đang gặp ảo giác và người đó thực ra là một xác sống. Không còn sức để chạy tiếp, Carol ngồi bệt xuống đất trong khi đám walker xung quanh tiến về phía cô. Tuy nhiên, một nhóm người cưỡi ngựa đã tới và giải cứu cô khỏi chúng. Morgan và 2 người kia cũng tới kịp lúc để hỗ trợ. Chứng kiến sự việc, Carol tiếp tục bị ảo giác khi thấy từng walker mà họ giết đều đang trong hình hài người sống. Sau khi nguy hiểm đã qua, Morgan và Carol được biết rằng những người cưỡi ngựa này là cùng một nhóm với Daniel & Colton. Trước khi được họ đưa về cộng đồng nơi họ sống, Morgan gạt chiếc cần của hộp thư dựng trước nghĩa trang lên.
Sau hai ngày ngủ mê, Carol tỉnh dậy trên giường bệnh. Cô ngồi lên một chiếc ghế đẩy và được Morgan đưa đi tham quan xung quanh nơi họ đang ở. Bên ngoài, trẻ em được nhìn thấy đang nô đùa và được dạy học. Nhiều cư dân khác thì đang chăm sóc vườn tược. Morgan kể rằng nơi này có tên là The Kingdom (“Vương Quốc”), từng là một trường học trước đại dịch. Trong thời gian cô nằm trên giường bệnh, ông đã giúp đỡ công việc của những cư dân tại đây và quen biết được nhiều người. Mặc dù vậy, ông chưa hề kể gì với ai về việc họ đến từ đâu. Tất cả những gì người dân The Kingdom biết chỉ là họ là những người sống sót bên ngoài bị kẻ xấu tấn công.
Tiếp đó, Morgan đưa Carol vào bên trong một khu nhà từng là hội trường của trường học. Trên sân khấu, thủ lĩnh của cộng đồng, người tự xưng là “Vua” Ezekiel đang ngồi trên “ngai vàng” cạnh vật nuôi của mình - một con hổ tên Shiva. Thấy có người lạ, Shiva gầm lên nhưng lập tức bị chủ bảo phải yên lặng. Sau lời chào mừng của Ezekiel, Carol giả vờ tươi cười đáp lại và dành những lời khen cho cộng đồng của ông ấy. Ezekiel bảo người tùy tùng của mình - Jerry mang một đĩa hoa quả đến mời Carol thưởng thức. Tuy nhiên, cô đã lịch sự từ chối và nói rằng giờ đây mình chỉ muốn nghỉ ngơi thêm.
Ra được khỏi đó, Carol nói với Morgan rằng nơi mà họ đang ở giống như một trò đùa. Mặc cho cô khẳng định mình sẽ lặng lẽ rời đi nhân lúc mọi người không để ý, Morgan đáp lại rằng ông sẽ không để cô chết ngoài đó.
Lát sau, Morgan cùng Ezekiel và một vài binh lính The Kingdom khác ra ngoài. Họ đi săn lợn ở một thành phố gần đó, quây chúng vào một khu nhà mà họ đã chuẩn bị sẵn “mồi” nhử là một xác sống bị trói tay. Vốn đang đói, lũ lợn lập tức lao tới cắn xé con walker. Khi Morgan bày tỏ thắc mắc rằng vì sao họ làm vậy, người đàn ông tên Richard đáp rằng họ muốn bụng của đám lợn “no căng thịt thối”.
Sau khi họ đã nhốt được đám lợn lên xe, một vài xác sống bên ngoài khu nhà tiến đến phía họ. Richard bảo một thiếu niên tên Benjamin dùng mã tấu giết một con walker như đã được luyện tập. Tuy nhiên, cậu ta đã gặp khó khăn trong việc này, khiến Ezekiel phải rút kiếm của mình ra để xử lý thay. Richard bèn quay sang dặn Morgan phải giữ bí mật về toàn bộ chuyện này với những người ở nhà.
Trước khi họ ra về, một xác sống khác lại bất ngờ tấn công Benjamin và bị Morgan dùng gậy đập chết. Nhận ra điều này, về đến nhà, Ezekiel bèn nhờ Morgan dạy Benjamin cách dùng gậy chiến đấu, bởi trước giờ cậu ấy chưa dùng thạo được bất kỳ vũ khí nào cả.
Sau một hồi trầm tư suy nghĩ, Carol rời khỏi giường bệnh trên chiếc xe lăn và bắt đầu dạo quanh cộng đồng. Cô lén lấy cắp một con dao đặt trên một chiếc bàn, sau đó đánh lạc hướng Kevin - người đang gấp quần áo để lấy trộm một bộ đồ.
Chấp nhận thỉnh cầu của Ezekiel, Morgan bắt đầu dạy Benjamin môn võ Aikido. Trong lúc nghỉ giải lao, Benjamin nói rằng muốn mượn đọc cuốn sách “The Art Of Peace” (“Nghệ thuật hòa bình”) của ông và được đồng ý. Đúng lúc đó, Ezekiel, Jerry và Richard tới gọi hai người họ cùng đi ra ngoài và dặn hãy mang theo súng.
Tại một bãi để xe, Morgan, Ezekiel và vài binh lính The Kingdom khác đang đứng đợi sẵn cùng đám lợn trước đó đã được mổ thịt. Có hai chiếc xe đi đến, bước xuống từ đó là các thành viên của The Saviors. Tên cầm đầu trong đám này - Gavin bắt đầu đếm số lợn mà The Kingdom cống nạp cho chúng và nhận thấy rằng đám lợn này có vẻ béo tốt hơn so với những lần trước. Richard bèn nói rằng họ đã cho lợn ăn “rất no đủ”. Khi một người phụ nữ cùng nhóm tên Dianne định giải thích cho Morgan biết về The Saviors, ông bèn đáp rằng: “Tôi biết chúng là ai”.
Khi đám lợn đang được đưa lên xe của The Saviors, Jared - một tên trong số chúng đã đến khiêu khích Richard và dẫn đến ẩu đả. Nhận thấy tình hình trở nên căng thẳng khi mà người của cả hai bên đều đã giơ súng lên, Ezekiel bèn ra lệnh cho Richard ngừng việc ghì cổ tên Jared lại. Được thể lên mặt, tên Jared đáp trả bằng hai cú đấm vào mặt Richard, khiến anh ấy chảy máu mũi. Trước khi cùng đồng bọn ra về, tên Gavin cảnh cáo Ezekiel rằng Richard sẽ phải chết nếu lần tới người của ông ấy vi phạm.
Quay trở về The Kingdom, Morgan ngồi ăn cùng với Benjamin và cậu em trai nhỏ tuổi của cậu ta - Henry. Benjamin tâm sự với Morgan rằng Ezekiel từng là đồng đội thân thiết với bố của cậu ấy, người đã hy sinh cùng 7 người khác khi đang dọn dẹp xác sống trong một tòa nhà. Bởi vậy, Ezekiel rất quan tâm đến hai anh em cậu và giúp đỡ Benjamin trong việc nuôi nấng Henry. Benjamin giải thích rằng Ezekiel muốn giữ bí mật với người dân về việc họ đang phải cống nạp cho The Saviors là vì ông ấy sợ mọi người có thể sẽ muốn vùng lên chiến đấu, một cuộc chiến mà Ezekiel biết họ khó có thể thắng được. Nhắc đến dòng chữ mình nhìn thấy được ghi trong cuốn “The Art Of Peace”, Benjamin hỏi rằng có phải Morgan là người kỵ việc giết chóc không. Tuy nhiên, ông đáp lại: “Đôi khi chúng ta thay đổi quan điểm của mình”.
Lát sau, khi mang đồ ăn đến cho Carol, Morgan nhận ra rằng cô đã bỏ đi.
Đêm hôm đó, trước khi rời khỏi, Carol đến ngắt một ít trái cây ở vườn thì bị bắt gặp bởi Ezekiel. Cô liền tiếp tục giả vờ tươi cười thân thiện nhưng bị Ezekiel “bắt bài” và bảo đừng diễn trước một người giỏi diễn. Khi họ ngồi xuống cạnh nhau để nói chuyện, Carol mới nói thẳng ra suy nghĩ của mình rằng Ezekiel cũng như cộng đồng của ông giống như một trò đùa. Lúc này, Ezekiel mới thổ lộ rằng trái với những lời ca tụng của người dân về ông và câu chuyện mà họ thêu dệt liên quan đến Shiva, con hổ đó thực ra đã được ông chăm sóc từ khi còn là một người trông vườn thú và được ông cứu khi đại dịch xảy ra. Ezekiel giải thích rằng người dân ở đây tôn sùng ông đơn giản là bởi đó là bản tính tự nhiên của con người, muốn có một người dẫn dắt để cảm thấy an toàn hơn. Còn chuyện ông đóng vai “nhà vua” là vì trước đó Ezekiel cũng từng là diễn viên kịch và từng đóng các vai tương tự. Khi Carol nói rằng cô chỉ muốn đi khỏi, Ezekiel động viên cô đừng từ bỏ cuộc sống đúng nghĩa, bởi nếu vậy có tiếp tục sống cũng chẳng còn ý nghĩa gì nữa. Ông đề nghị giúp cô bằng giải pháp “đi mà không đi” nếu được cô đồng ý.
Sáng hôm sau, Morgan đưa Carol tới nghĩa trang nhỏ nơi cô từng được các cư dân The Kingdom cứu khỏi bầy xác sống, cũng là nơi cô vừa quyết định chọn để ở một mình. Tạm biệt Carol để quay lại The Kingdom, Morgan đã gạt chiếc cần của hộp thư trước nghĩa trang xuống.
Bước vào căn nhà bỏ hoang của người trông coi nghĩa trang, Carol đã giết người phụ nữ già trong hình hài xác sống bên trong, sau đó chôn cất cho bà ấy. Khi cô đang nhóm lửa ở lò sưởi, có tiếng gõ cửa nhà. Ra mở cửa, Carol thấy Ezekiel và Shiva đang đứng ở đó. Ezekiel ấy mời cô ăn một trái lựu và Carol mỉm cười đáp lại.

## Diễn viên

### Diễn viên chính
- Andrew Lincoln vai Rick Grimes*
- Norman Reedus vai Daryl Dixon*
- Lauren Cohan vai Maggie Greene*
- Chandler Riggs vai Carl Grimes*
- Danai Gurira vai Michonne*
- Melissa McBride vai Carol Peletier
- Lennie James vai Morgan Jones
- Sonequa Martin-Green vai Sasha Williams*
- Alanna Masterson vai Tara Chambler*
- Josh McDermitt vai Eugene Porter*
- Christian Serratos vai Rosita Espinosa*
- Jeffrey Dean Morgan vai Negan*
- Seth Gilliam vai Gabriel Stokes*
- Ross Marquand vai Aaron*
- Austin Nichols vai Spencer Monroe*
- Austin Amelio vai Dwight*
- Tom Payne vai Paul Rovia*
- Xander Berkeley vai Gregory*

### Diễn viên định kỳ
- Khary Payton vai Ezekiel
- Logan Miller vai Benjamin
- Karl Makinen vai Richard

*Không xuất hiện trong tập này

### Các diễn viên phụ khác
- Daniel Newman vai Daniel
- Cooper Andrews vai Jerry
- Kerry Cahill vai Dianne
- Joshua Mikel vai Jared
- Jayson Warner Smith vai Gavin
- Jason Burkey vai Kevin
- Macsen Lintz vai Henry
- Carlos Navarro vai Alvaro
- Không rõ vai Colton

## Cái chết trong tập
- 1 con ngựa của The Kingdom
- 8 con lợn

## Đánh giá
"The Well" nhận được sự tán thưởng nhiệt liệt từ giới phê bình, với 97% trên tổng số 34 bài đánh giá trên trang Rotten Tomatoes là mang tính tích cực. Nhận xét ngắn gọn mà trang này đưa ra là: ""The Well" là một sự thay đổi 180 độ so với tập mở đầu mùa phim đầy tàn bạo trước đó, mang đến một nhân vật chính mới đầy thú vị cũng như mở ra một hành trình mới cho 2 nhân vật đáng mến của The Walking Dead". Đa phần các chuyên gia đều đánh giá cao những tình tiết nhẹ nhàng trong tập cũng như sự xuất hiện lần đầu của cộng đồng The Kingdom và thủ lĩnh Ezekiel.
Megan McCluskey từ tạp chí Time đưa ra nhận xét: "Được thủ vai bởi Khary Payton, Ezekiel là một nhân vật gần như lôi cuốn được khán giả từ ngay lần đầu nhìn thấy, không chỉ vì ông ấy có một con hổ to lớn tên Shiva ngồi cạnh, mà còn bởi vì cách nói chuyện của ông ấy như thể được lấy cảm hứng từ một vở kịch của Shakespeare".
Richard Rys của tạp chí New York Magazine thì bình luận: "Sau một tiếng mở đầu mùa phim có thể nói là tàn bạo nhất trong lịch sử truyền hình, The Walking Dead đã nhấn phanh để tạm ngừng lại, chuyển hướng câu chuyện từ nhóm Rick sang Carol và Morgan".

## Bên lề
- Lần xuất hiện đầu tiên của: Richard, Benjamin, Henry, Ezekiel, Shiva, Jerry, Dianne, Alvaro, Kevin, Gavin, Jared.
- Tên của tập phim - "The Well" đến từ triết lý của Ezekiel: "Drink from the well, replenish the well".
- Tập phim này có thời lượng phát sóng trên truyền hình là 66 phút (bao gồm cả quảng cáo), dài hơn nếu so với một tập phim thông thường có độ dài 60 phút.
  - Ban đầu, AMC đã dự tính kéo dài thời lượng phát sóng (bao gồm cả quảng cáo) của tập này lên thành 76 phút. Tuy nhiên đến sát ngày chiếu, thời lượng này đã bị rút ngắn xuống thành 66 phút vì một lý do không rõ.
- Tập phim này vốn được dự định là tập thứ ba của Phần 7 trước khi bị hoán đổi vị trí với tập “The Cell” tuần sau đó vì một lý do không rõ.
- Đoạn intro đầu tập phim có một số thay đổi. Tên của Steven Yeun (Glenn) và Michael Cudlitz (Abraham) đã bị loại khỏi dàn diễn viên chính. Thay vào đó, tên của Alanna Masterson (Tara), Josh McDermitt (Eugene) và Christian Serratos (Rosita) được chuyển từ mục “Also Starring” lên intro này.
- Tập phim cũng đánh dấu lần đầu Tom Payne (Jesus) và Xander Berkeley (Gregory) được credit với tư cách diễn viên chính.
- Tập phim đánh dấu lần đầu xuất hiện của cộng đồng những người sống sót The Kingdom, một địa điểm nổi bật trong bộ truyện tranh cùng tên.
- Đây là tập phim thứ 12 trong toàn bộ series mà Rick Grimes không xuất hiện.
- Trong cảnh đầu tập khi Carol bị gặp ảo giác khi chứng kiến các xác sống bị giết, đã có 5 cặp diễn viên sinh đôi tham gia vào cảnh này. Một người sẽ thủ vai người còn sống mà Carol tưởng tượng ra, trong khi người còn lại đóng xác sống bị giết trên thực tế.
- Bài hát mà dàn hợp xướng của The Kingdom hát trong tập là “Don’t think twice (It’s alright)” của Bob Dylan.
- Dàn hợp xướng xuất hiện trong tập này được thủ vai bởi một nhóm sinh viên đến từ Học viện âm nhạc thuộc Trường đại học bang Georgia. Họ chỉ xuất hiện duy nhất trong tập này và không quay thêm bất kỳ tập nào trong Phần 7.
- Câu nói mà Ezekiel nói với Carol trong tập: “Where there’s life, there’s hope, heroism, grace and love. Where there’s life, there’s life” tương tự với câu “Where there’s life, there’s possibility” của Morgan. Nó cũng tương tự với câu "Where's there life, there's potential" của Eastman.
- Trước khi bước vào căn nhà trong khu nghĩa trang để sống một mình, Carol đã nói với Morgan rằng: “10 phút nữa thôi, có thể tôi sẽ bắt đầu hối hận vì tất cả những lần đã cố bắn và đâm anh”. Tuy nhiên, trên thực tế thì Carol chưa bao giờ cố dùng súng để bắn Morgan cả.